# Episodi de Le indagini di padre Castell (terza stagione)
La terza e ultima stagione della serie televisiva tedesca Le indagini di padre Castell è andata in onda in Germania su ZDF dal 13 maggio 2010 al 3 giugno 2010. Il primo episodio è eccezionalmente di novanta minuti.
In Italia è andata in onda su Rete 4 dal 1º giugno 2011 all'8 giugno 2011, con due episodi per volta. Il quarto e ultimo episodio è stato saltato nella prima trasmissione in chiaro e recuperato su Premium Crime nell'agosto 2011; è andato infine in onda su Rete 4 il 29 giugno 2012.
| n° | Titolo originale               | Titolo italiano                           | Prima TV Germania | Prima TV Italia |
| -- | ------------------------------ | ----------------------------------------- | ----------------- | --------------- |
| 1  | Die Jesustafel                 | La tavola di Gesù - Traditori in Vaticano | 13 maggio 2010    | 1º giugno 2011  |
| 2  | Das Geheimnis der letzten Tage | Una strana comunità                       | 27 maggio 2010    | 8 giugno 2011   |
| 3  | Die Priesterin                 | Il segreto di Maria                       | 3 giugno 2010     | 8 giugno 2011   |
| 4  | Sodom & Gomorrha               | Sodoma e Gomorra                          | 3 giugno 2010     | 9 agosto 2011   |